# Basil Spence
Basil Urwin Spence (Bombay (India), 13 de agosto de 1907-Yaxley (Inglaterra), 19 de noviembre de 1976) fue un arquitecto británico. Es conocido por haber diseñado la Catedral de Coventry en Inglaterra y el Beehive en Nueva Zelanda.

## Biografía

### Educación
Spence nació en Bombay (India), siendo el hijo de Urwin Archibald Spence, un quilatador que trabajaba con la Royal Mint. Fue educado en la John Connon School, la cual era administrada por la Bombay Scottish Education Society. Posteriormente fue enviado a Escocia a estudiar al George Watson's College entre 1919 y 1925. Después se matriculó en el Edinburgh College of Art, en donde estudió arquitectura. Spence obtuvo numerosos reconocimientos y también realizó varias plantas para arquitectos como Leslie Grahame-Thomson y Reginald Fairlie.
Entre 1929 y 1930 fue asistente junto a William Kininmonth en la oficina londinense de Edwin Lutyens cuyo trabajo influenció profundamente el estilo de Spence. Como parte de esta posición, Spence trabajó en los diseños del Rashtrapati Bhavan en Nueva Delhi. Mientras estaba en Londres, tomó clases nocturnas en la Bartlett School of Architecture bajo la tutela de Albert Richardson. En 1930, regresó a la Edinburgh College of Art para su último año de estudios. Allí fue nombrado profesor "júnior" a pesar de que todavía era un estudiante. Spence continuó enseñando en el Collage hasta 1939.

### Inicios como arquitecto

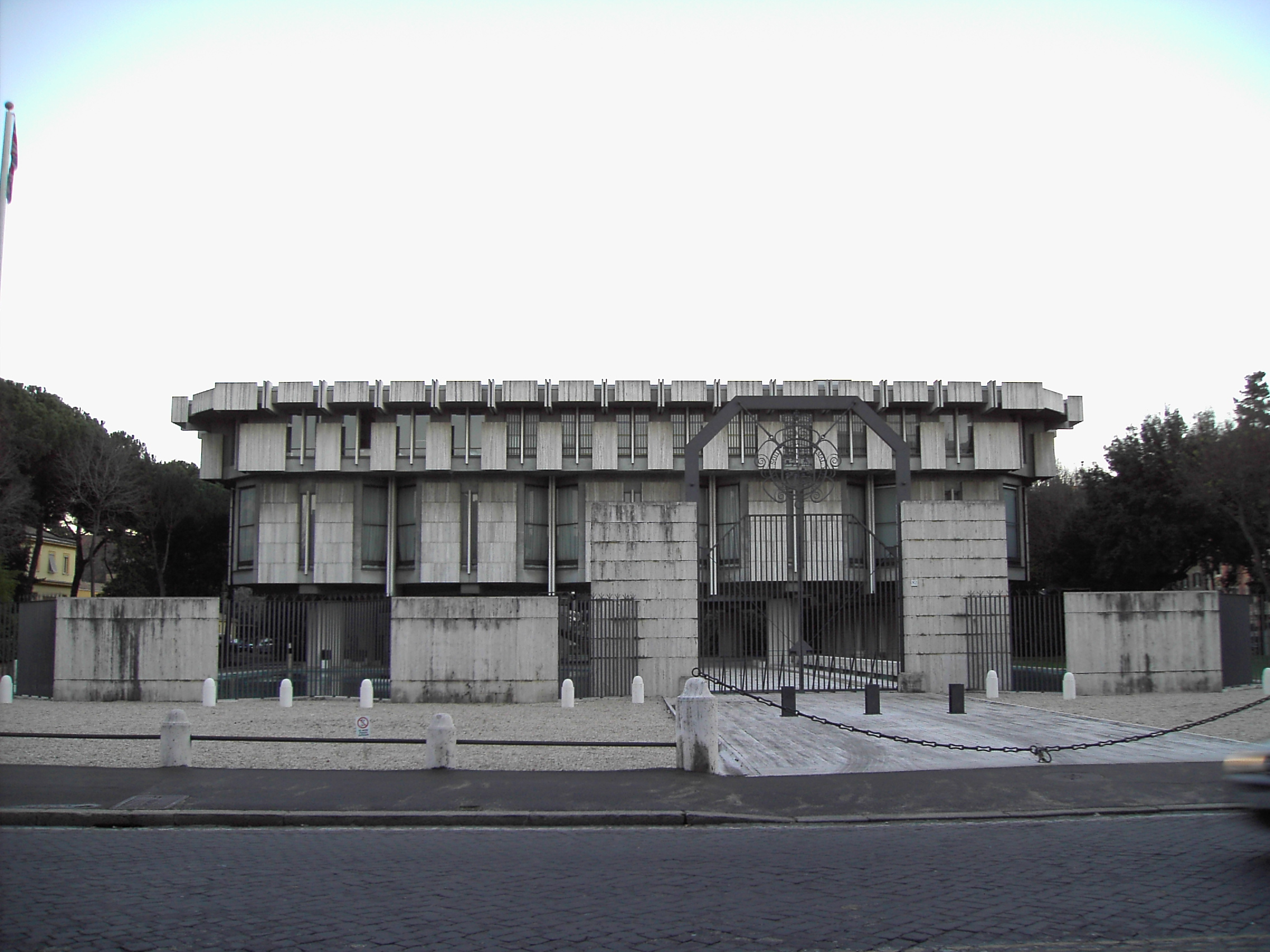
Embajada Británica en Roma.

Después de graduarse en 1931, Kininmonth y Spence establecieron juntos una práctica en Rutland Square (Edimburgo). La práctica fue fundada gracias a dos comisiones residenciales que Kininmonth había recibido ese año. En 1933, Spence diseñó el Southside Garage en Causewayside (Edimburgo) usando un estilo Art decó.
En 1934, Spence se casó y la práctica Kininmonth & Spence se fusionó con la firma Rowand Anderson & Paul. Sin embargo, Arthur Balfour Paul murió en 1938, dejando a Kininmonth y Spence a cargo de la renombrada firma Rowand Anderson & Paul & Partners. A partir de entonces el trabajo de Spence empezó a enfocarse en diseño de exhibición, incluyendo tres pabellones para la Empire Exhibition, Scotland 1938 así como varias casas campestres. Las primeras dos casas campestres que diseñó, Broughton Place cerca de Biggar y Quothquhan en Lanarkshire, fueron construidas en un estilo escocés tradicional a petición de los clientes. La tercera, Gribloch, sin embargo, fue diseñada en un estilo completamente moderno. Esta casa campestre fue diseñada en un Estilo Regencia para John Colville.

### Servicio militar
En 1939, Spence fue reclutado como teniente segundo en la Camouflage Training and Development Unit del Ejército Británico. Aunque inicialmente estuvo estacionado en Farnham (Surrey), Spence participó en el desembarco de Normandía en 1944. En septiembre de 1945, fue dado de baja del ejército, después de haber alcanzado el rango de mayor.

### Periodo de posguerra
Spence regresó a trabajar brevemente en Rowand Anderson & Paul & Partners, antes de fundar su propia firma, Basil Spence & Partners, junto a Bruce Robertson. En 1948, fue nombrado Oficial de la Orden del Imperio Británico por su trabajo de exhibición, el cual continuó con el Sea and Ships Pavilion para el Festival of Britain de 1951. En 1951, abrió una oficina en Londres y trasladó su práctica allí permanentemente en 1953. En 1956, abrió otra oficina para la firma en Canonbury. Entre 1958 y 1960, fue el presidente del Royal Institute of British Architects.

#### Catedral de Coventry

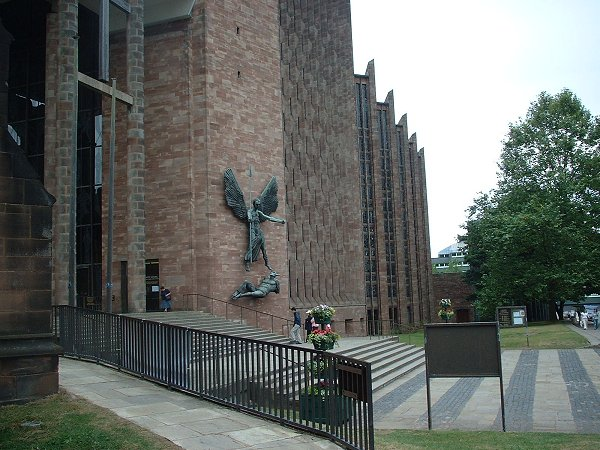
Catedral de Coventry, completada en 1962.

Durante la Segunda Guerra Mundial, la Catedral de Coventry fue destruida durante un bombardeo enemigo. En 1944, Giles Gilbert Scott creó una propuesta para reconstruir la catedral, pero el proyecto fue rechazado por la Royal Fine Art Commission. En 1950, se realizó una competencia para elegir el diseño más adecuado para la catedral. La propuesta de Spence fue elegida como la ganadora entre 200 otros diseños. La construcción empezó en 1956 y no fue terminada sino hasta 1962. 

### Trabajos posteriores

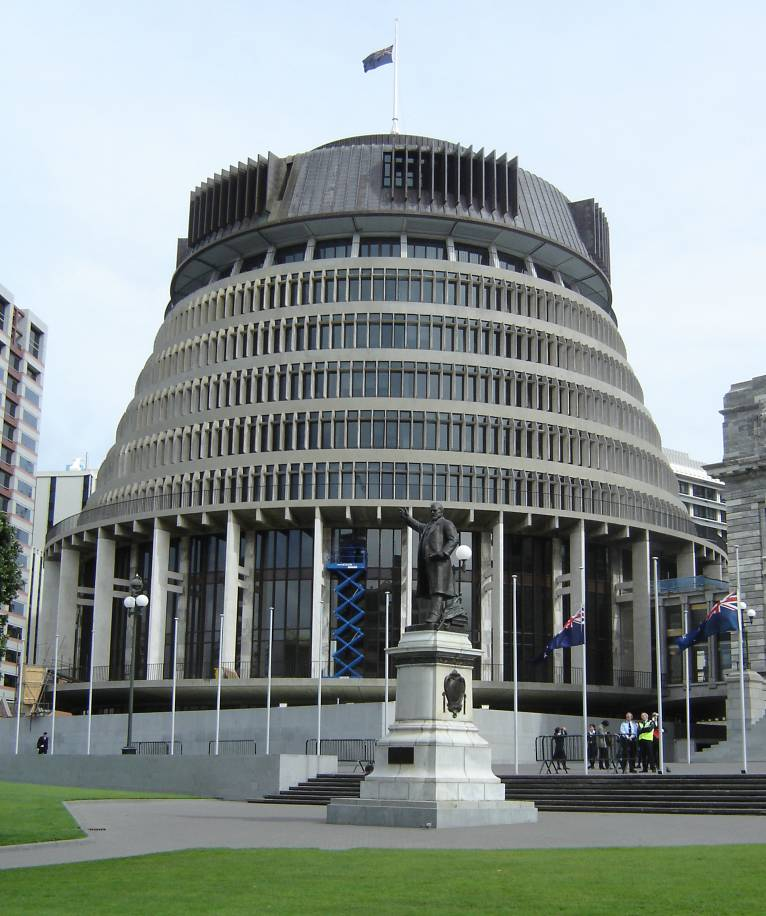
La "Beehive, el ala ejecutiva del Edificio del Parlamento de Nueva Zelanda.

En 1959, Spence recibió dos comisiones importantes: el diseño de la Embajada Británica en Roma (completada en 1971) y de las Hyde Park Barracks en Londres (completadas en 1970). También diseñó el edificio residencial Hutchesontown C en Glasgow. Sin embargo, una pobre ejecución de los diseños y varios problemas sociales llevaron a la demolición del edificio en 1993. Otros de sus trabajos durante los años 1960 fueron a la ejecutiva del Edificio del Parlamento de Nueva Zelanda, apodada la "Beehive", la Biblioteca de la Universidad de Edimburgo y el Abbotsinch Airport (actualmente Aeropuerto Internacional de Glasgow). Spence también diseñó la planta nuclear de Trawsfynydd en Gales, inaugurada en 1964.
Entre 1961 y 1968, Spence fue profesor de arquitectura en la Royal Academy. Durante los años 1970, siguió realizando obras públicas y privadas. Su último trabajo fue el diseño de un centro cultura en Baréin que no se construyó. Spence murió en noviembre de 1976 en su hogar en Yaxley (Suffolk) y fue enterrado en Thornham Magna.

## Obras destacadas
- Sydney Jones Library (Universidad de Liverpool, 1976)
- 102 Petty France (Londres, 1976)
- Embajada Británica (Roma, 1971)
- Hyde Park Barracks (Londres, 1970)
- Civic Centre (Sunderland, 1970)
- Abbotsinch Airport (actualmente Aeropuerto Internacional de Glasgow, 1966)
- Planta Nuclear de Trawsfynydd (1965)
- Beehive (Wellington, 1964)
- Nuffield Theatre (University of Southampton, 1964)
- Hutchesontown C (Gorbals, 1962)
- Catedral de Coventry (1962)
- Swiss Cottage Central Library (Londres, 1962)
- Spence House (Beaulieu, 1961)
- Campus de la Universidad de Sussex (años 1960)
- Erasmus Building (Queens' College, 1959)
- Chadwick Physics Laboratory (Universidad de Liverpool, 1957)
- Thurso High School (Thurso, 1957)
- Kilsyth Academy (Kilsyth, construida en 1954, diseñada en 1930)
- Duncanrig High School (East Kilbride, 1953)
- Sea and Ships Pavilions (Festival of Britain, 1951)
- Gribloch (Stirling, 1938)
- Broughton Place (Broughton, 1938)